# Peau de tofu

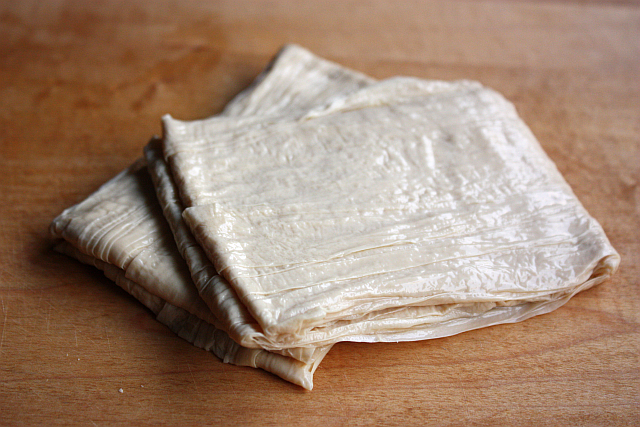
La peau de tofu

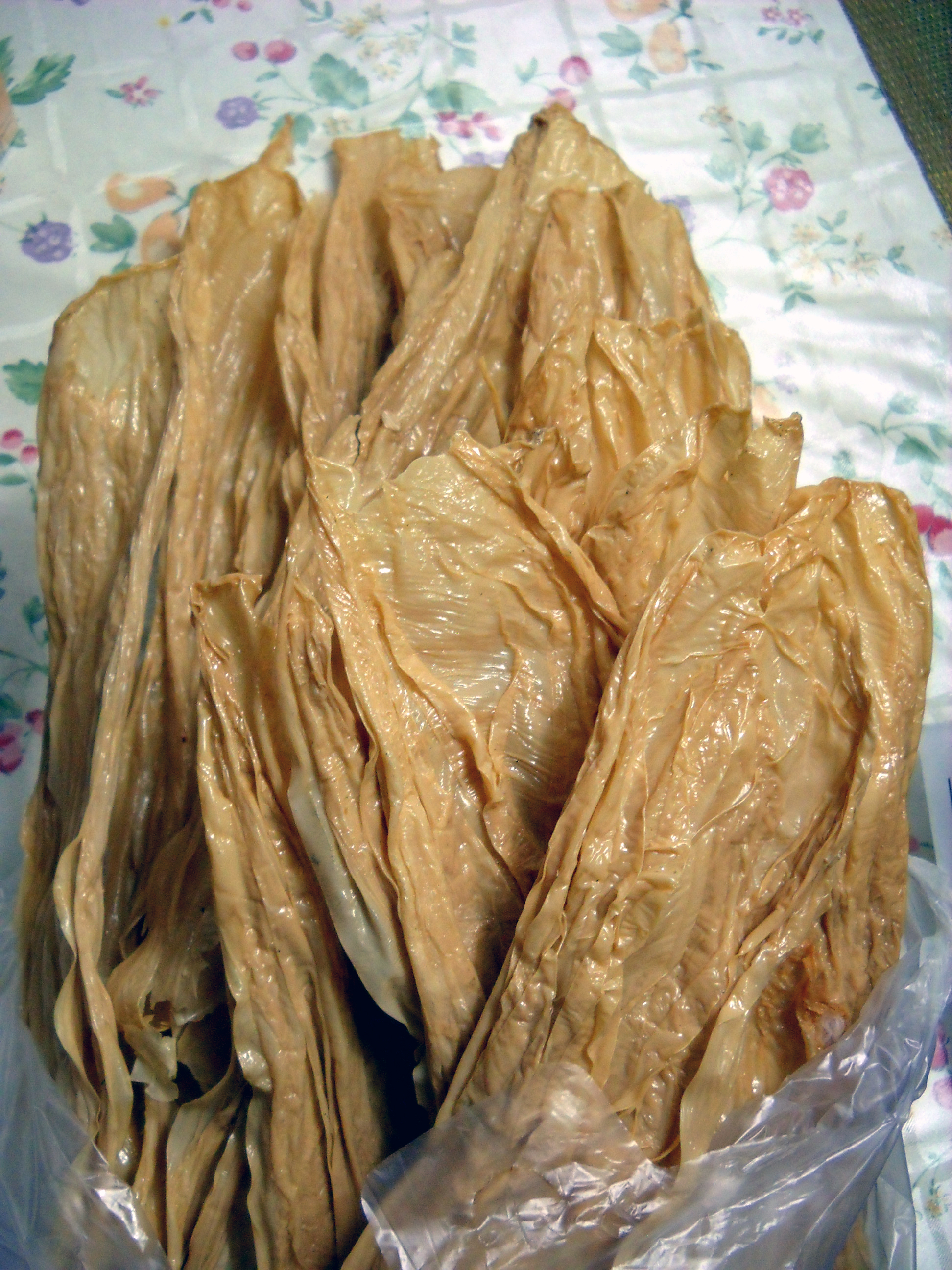
La peau de tofu est couramment vendue sous forme de feuilles séchées.

La peau de tofu (tofu skin) ou feuille de tofu (bean curd sheet), aussi appelée yuba (en japonais : ゆば) est un produit alimentaire préparé à base de soja. Lorsque le lait de soja bout dans une casserole non couverte, il se forme un film ou une peau à la surface du liquide. Le film est collecté et séché, formant des feuilles jaunâtres connues sous le nom de peau de tofu,. Puisqu'aucun coagulant n'est utilisé pour produire la peau de tofu, il ne s'agit pas à proprement parler d'un tofu ; toutefois, elle a une texture et une saveur similaire à certains produits à base de tofu.
La première utilisation de peau de tofu a été documentée dans des notes écrites en Chine et au Japon au cours du XVIe siècle. Il est largement utilisé, frais, fermenté ou séché, dans les cuisines chinoises et japonaises.

## Histoire
La peau de tofu a été mentionnée de façon précoce dans une référence écrite, le Matsuya hisamatsu chakai-ki (journal sur trois générations concernant les cérémonies du thé dans la famille Matsuya) datant de 1587 au Japon. L'auteur, Matsuya Hisamasa, indique simplement que la peau de tofu est le film qui se forme à la surface du lait de soja.
D'autres références écrites sont apparues à cette époque en Chine, dans le Bencao gangmu (La Grande Pharmacopée) de Li Shizen. Ces travaux ont été achevés en 1578, mais publié seulement en 1596. Le chapitre 25 indique :

« Si un film se forme à la surface du lait de soja lorsque celui-ci est chauffé pour obtenir du tofu, ce film doit être retiré et séché pour obtenir du doufu pi (littéralement « peau de soja caillé ») qui est en lui-même un délicieux ingrédient culinaire. »

— Citation de H. T. Huang, 2000, p. 303-323.
Une troisième référence à la peau de tofu apparaît en 1695 au Japon dans le Ben zhao shi jian (Wade–Giles : Pen Chao Shih Chien [Reflet de la nourriture dans cette dynastie, en 12 volumes]). Ce livre a été écrit par Hitomi Hitsudai au Japon, en caractères chinois. Lorsque les Japonais lisent les caractères chinois correspondant à « peau de tofu » (豆腐姥 ; dòufulǎo), ils le prononcent tōfu no uba. Le dernier caractère signifie « vieille femme » ou « nourrice ».

## Préparation

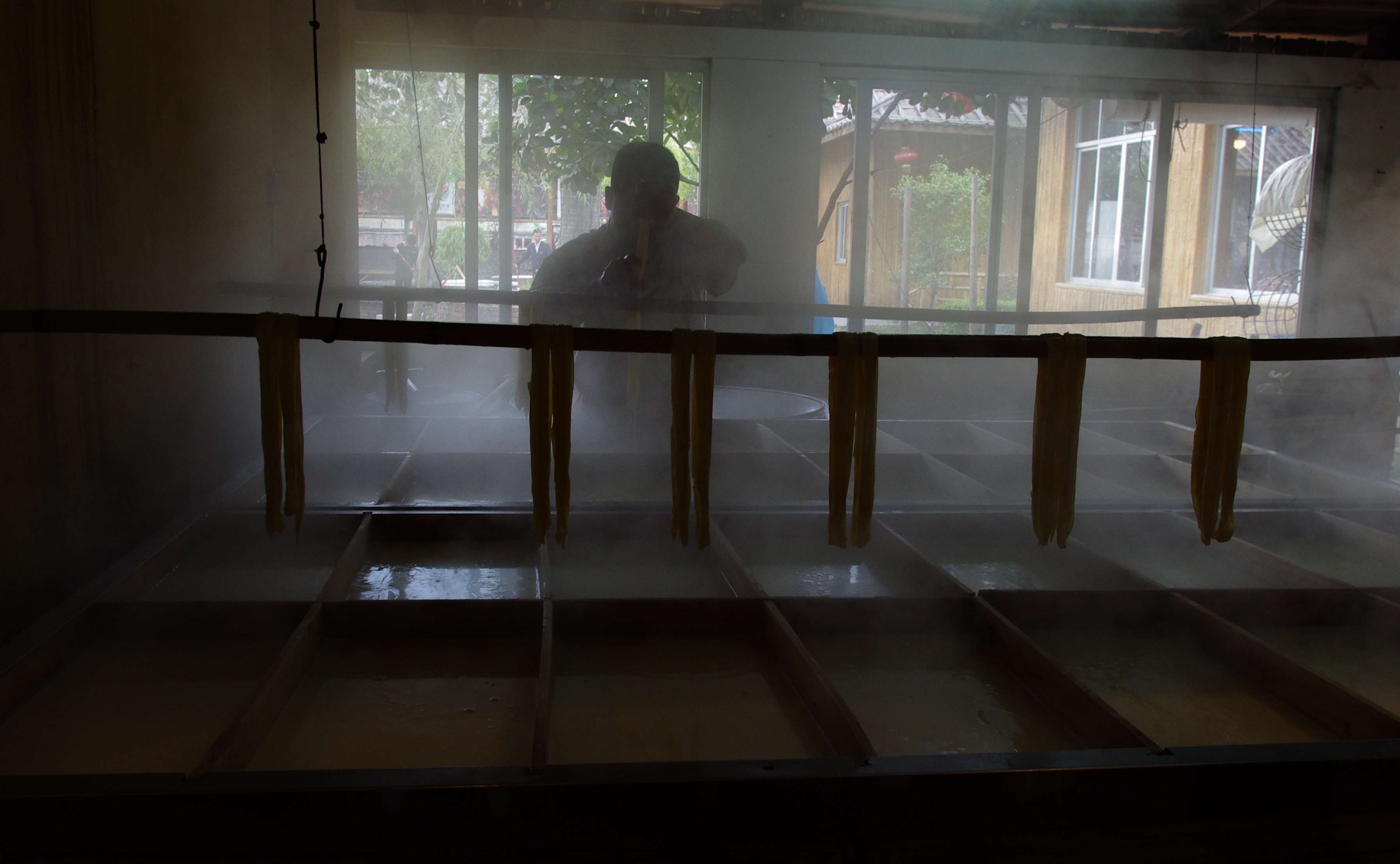
Un employé dans une usine, en train d'écumer la peau de tofu à la surface de petits bacs. Il les met à égoutter.

La peau de tofu peut être achetée fraîche ou séchée. Dans ce dernier cas, la peau de tofu est réhydratée dans de l'eau avant utilisation. Elle est souvent utilisée pour confectionner des dim sum emballés.
À cause de sa texture légèrement caoutchouteuse, la peau de tofu est aussi fabriquée sous d'autres formes (en paquets, pliée ou enroulée) qui sont utilisées comme substitut de viande dans la cuisine végétarienne. La peau de tofu peut être enroulée puis pliée sur elle-même pour obtenir des dòubaō (en chinois : 豆包, « paquets de tofu »). Ces derniers sont souvent frits pour leur donner une texture plus ferme, avant de poursuivre leur préparation.
Le yuba peut être séché et vendu sous forme de bâtonnets (en chinois : 腐竹 ; pinyin : fǔ zhú, « tofu-bambou »).

## Utilisation

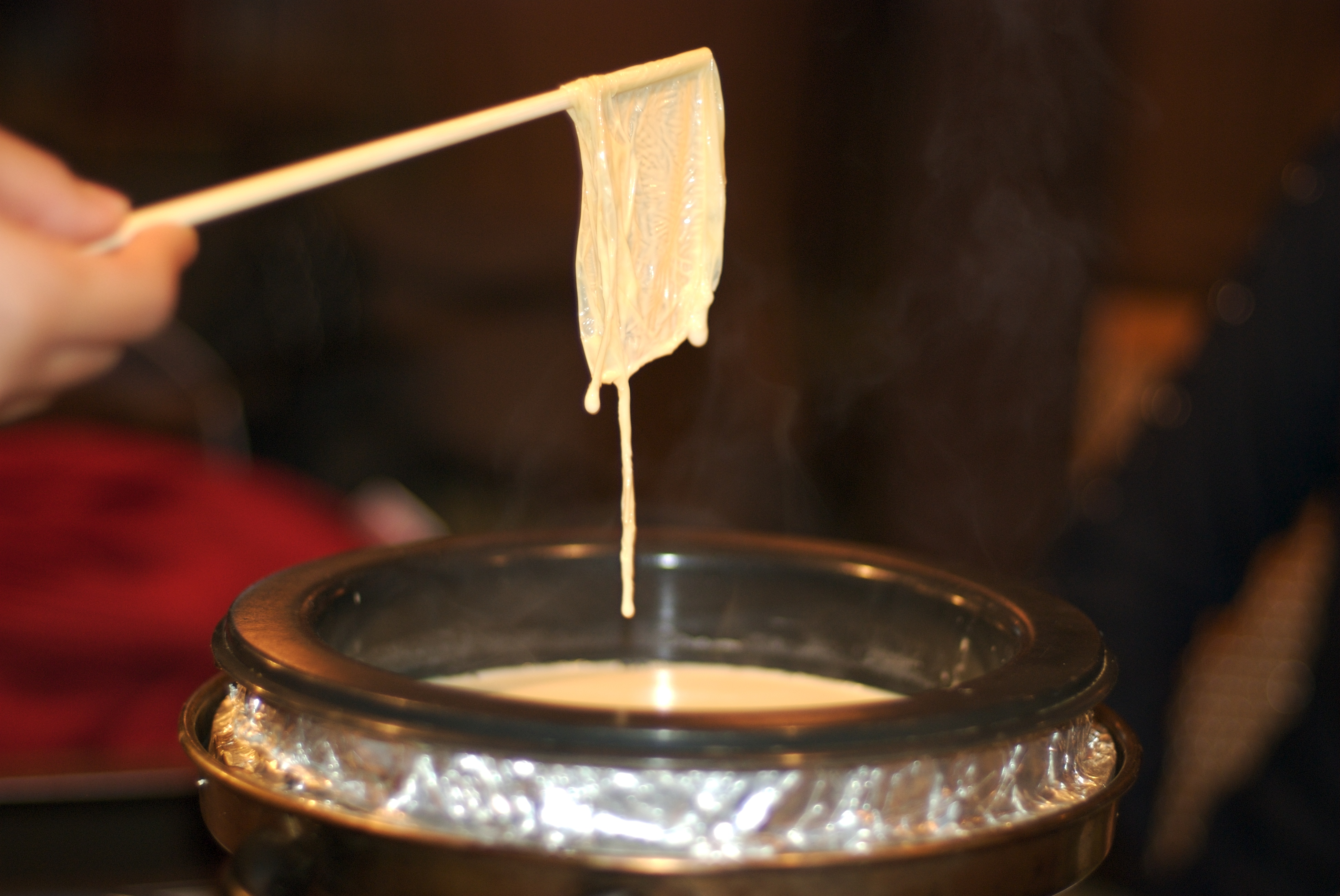
Fabrication de peau de tofu en écumant la peau à la surface de lait de soja chaud.

### Substitut de viande
En empilant des couches de yuba frais ou réhydraté, puis en les maintenant fermement ensemble pendant qu'on les fait mijoter, les bâtonnets de yuba garderont leur forme originale. Ces paquets de peau de tofu sont alors appelés « tofu-poulet » (豆雞 ; pinyin : dòujī) ou « poulet végétarien » (素雞 ; pinyin : sùjī) car ils imitent du blanc de poulet. Dans la cuisine thaïe, on y fait référence sous le nom fawng dtâo-hûu (thaï : ฟองเต้าหู้ ; littéralement : mousse de tofu). L'illusion est complétée en faisant frire un des côtés du tofu jusqu'à ce qu'il soit croustillant, imitant la peau du poulet. S'il est farci de légumes, cela devient du « tofu-canard », évoquant les plats à base de canard farci comme le canard au riz gluant (糯米鴨) de la cuisine des Hakkas. De la même manière, diverses autres alternatives à la viande sont obtenues de cette manière, en particulier dans les restaurants bouddhistes végétariens de la culture chinoise.
La première imitation de viande au monde a été développée en Chine, probablement par des cuisiniers bouddhistes dans des temples et monastères. La méthode de fabrication la plus ancienne de ce type de substitut de viande consistait à rouler des fines feuilles de peau de tofu autour d'une farce de peau de tofu émincé et fumé ou d'autres morceaux de peau de tofu assaisonné. Le paquet était ensuite attaché et fermé par une ficelle et cuit à la vapeur jusqu'à ce qu'une texture et une saveur similaire à la viande se développent.

### Rondin
Parmi les autres méthodes, il est possible d'enrouler la peau de tofu autour d'une baguette et de cuire le tout à la vapeur pour former un rondin. Lorsqu'il est coupé, chaque tranche sera de forme circulaire avec un trou carré au centre, évoquant les anciennes pièces chinoises.

## Galerie

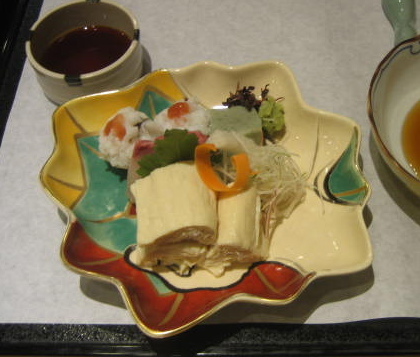
Yuba servi en tant que plat principal à Kyoto.
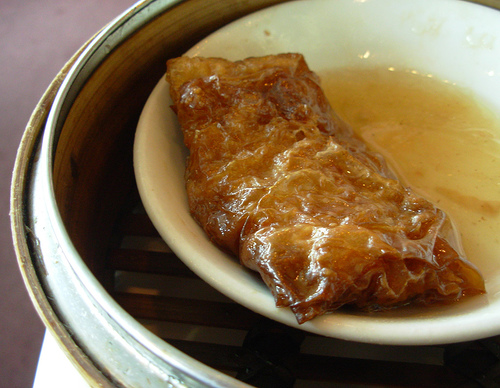
Rouleau de peau de tofu, un mets dim sum.
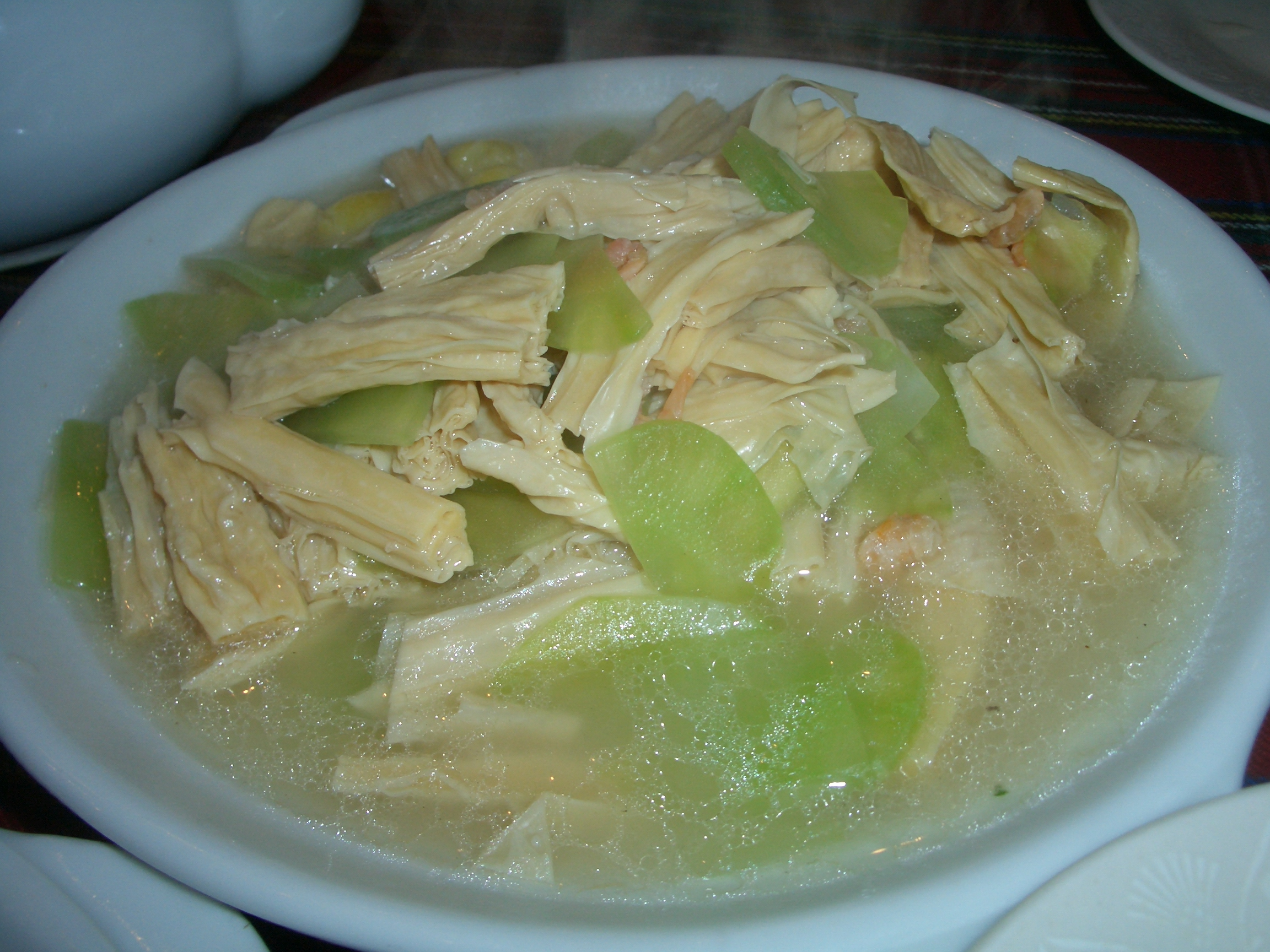
En forme de bâtonnets, intégré dans un plat.
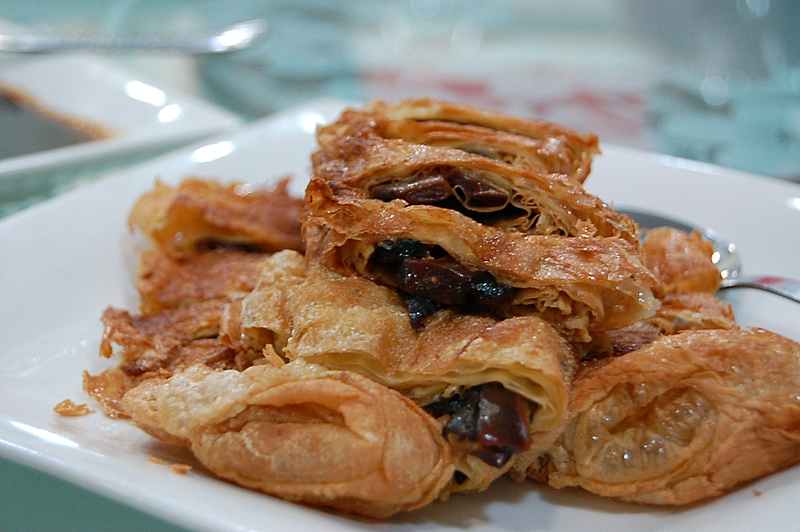
Substitut d'« oie » enveloppé dans de la peau de tofu.